# Amphidium mougeotii
Amphidium mougeotii là một loài Rêu trong họ Orthotrichaceae. Loài này được (Bruch & Schimp.) Schimp. mô tả khoa học đầu tiên năm 1856.

## Hình ảnh

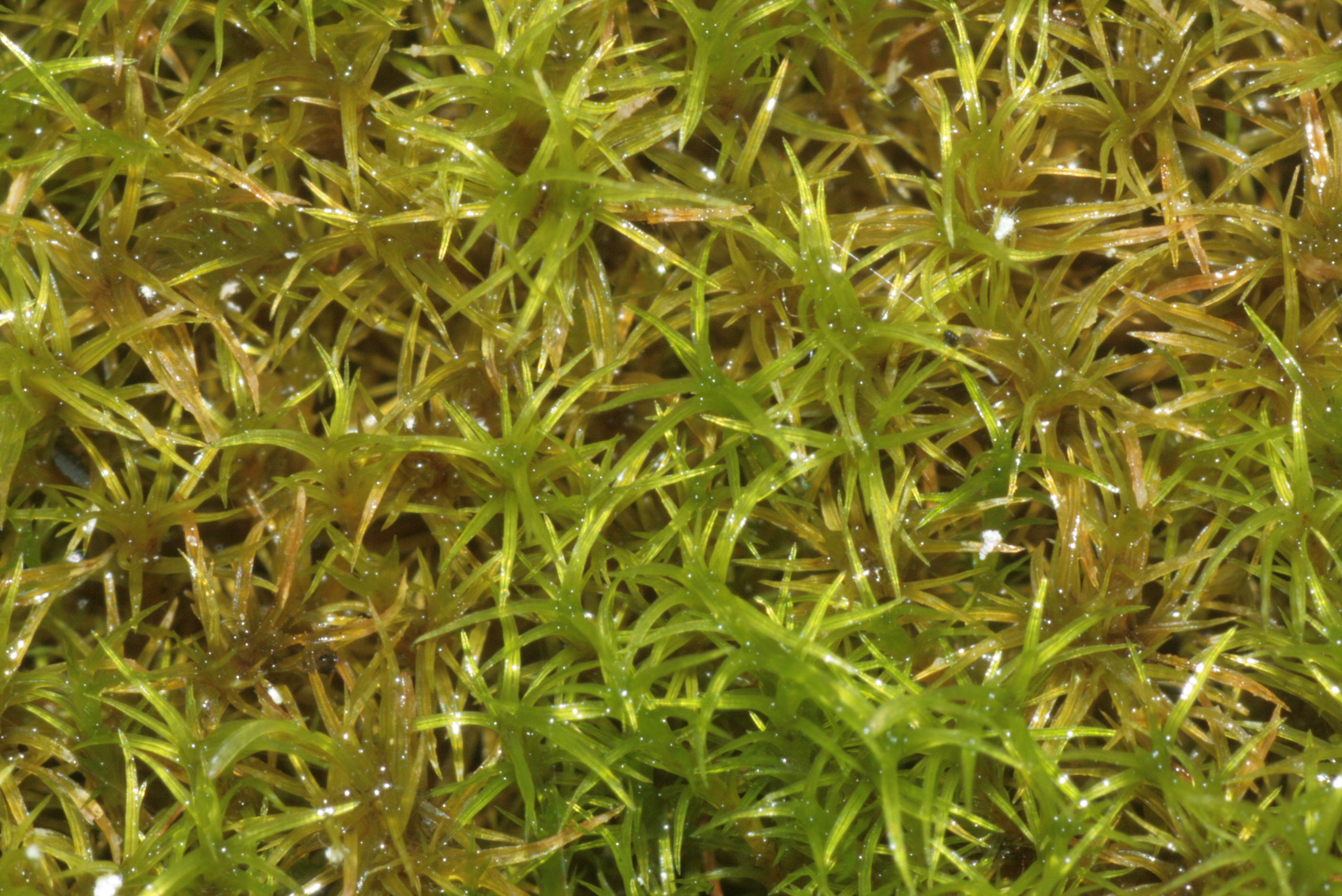
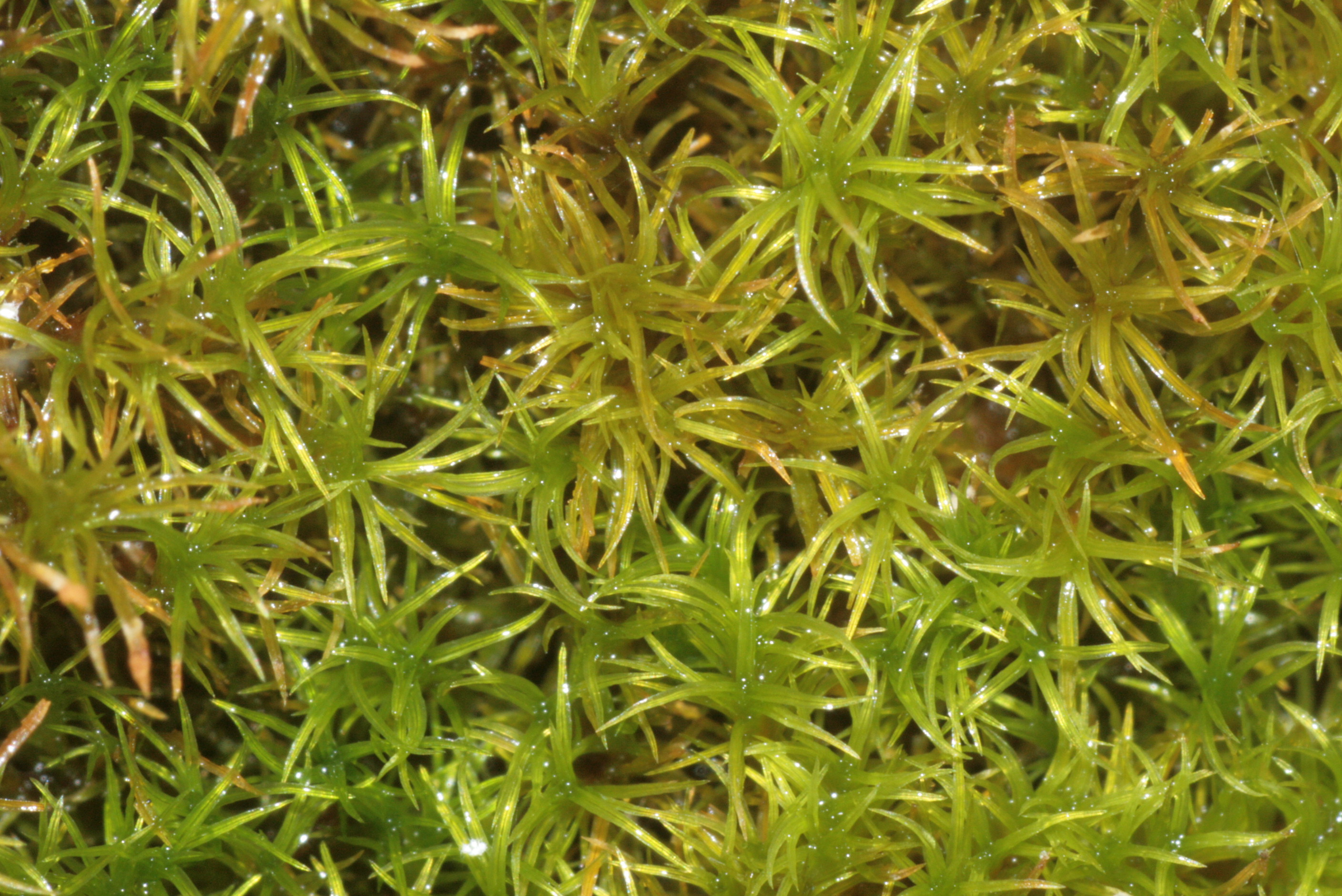
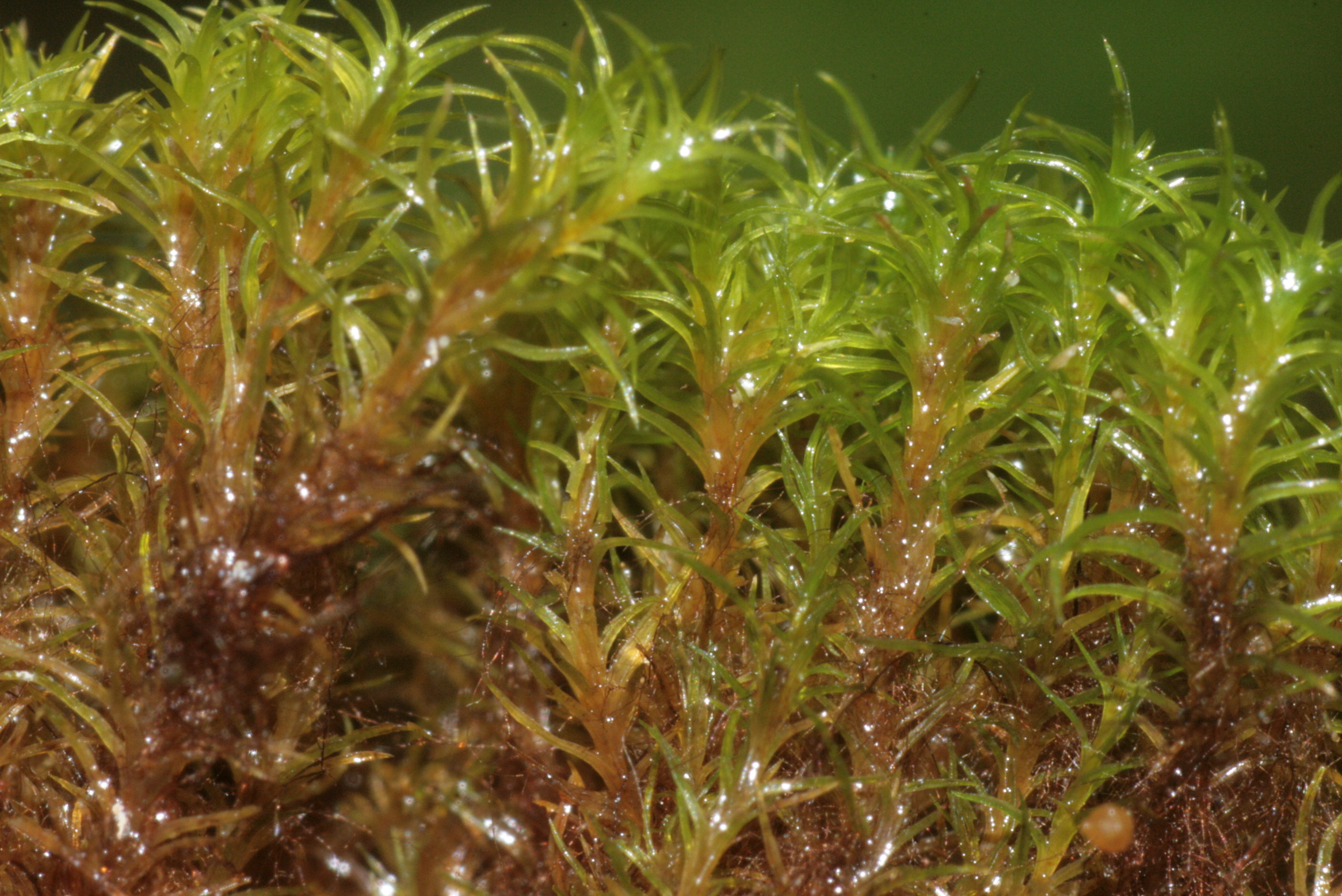
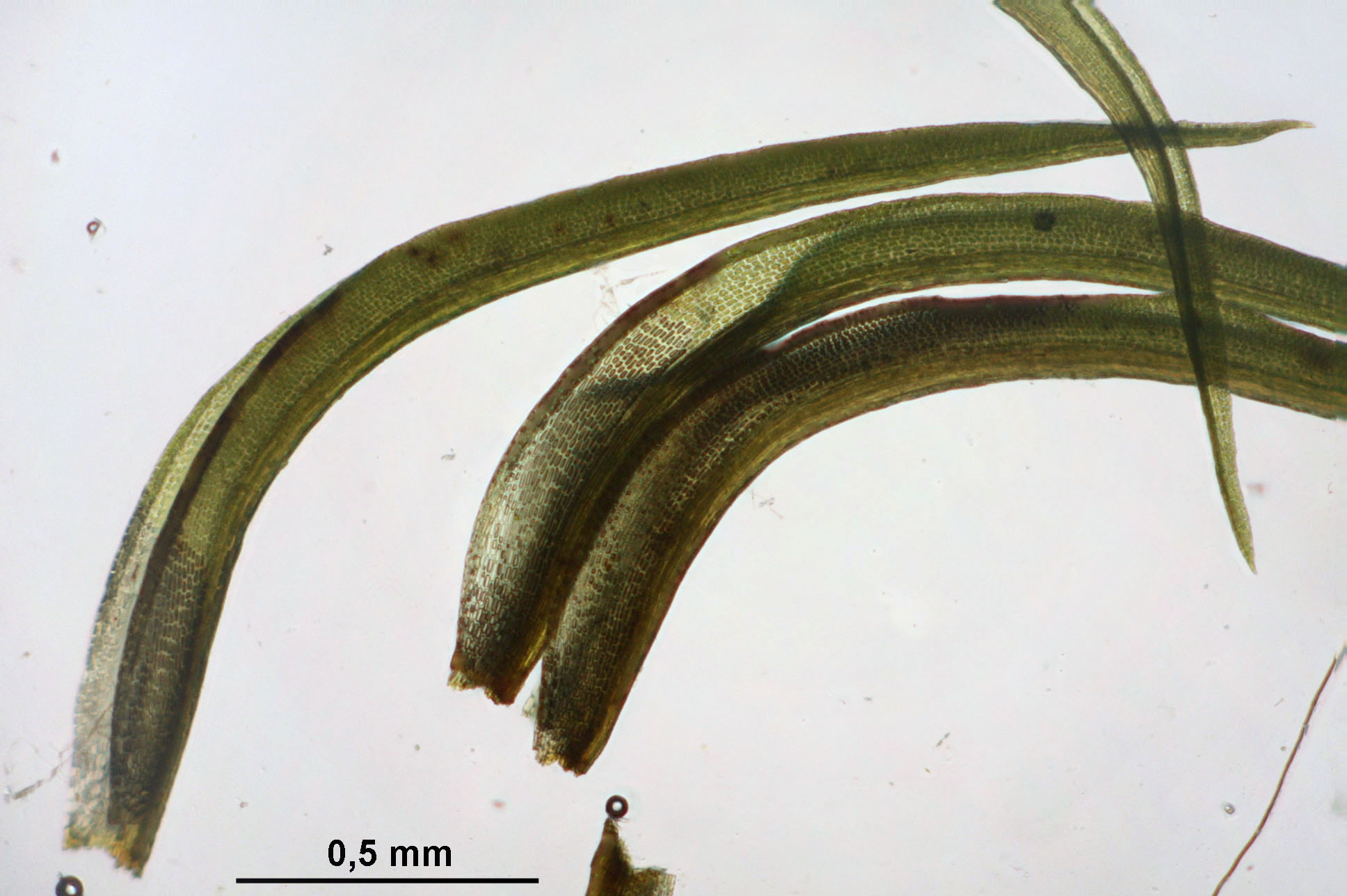